# Paul Marc
Paul Marc (* 23. Dezember 1877 in München; † 23. September 1949 in Maising) war ein deutscher Byzantinist und Diplomatiker.

## Leben und Wirken

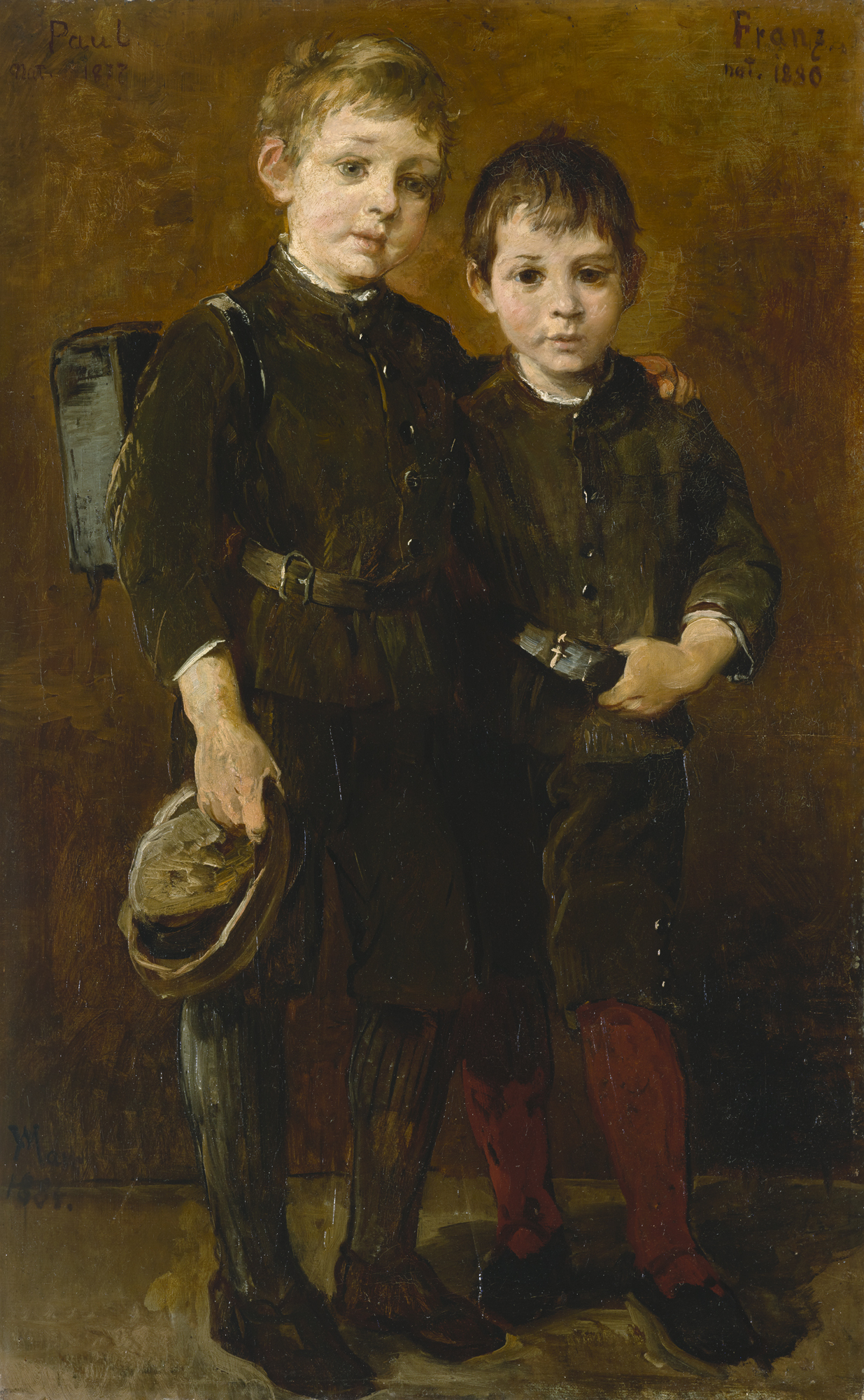
Wilhelm Marc: Bildnis der Söhne des Künstlers, 1884. Städtische Galerie im Lenbachhaus, München

Paul Marc war Sohn des Kunstmalers Wilhelm Marc und der ältere Bruder des expressionistischen Malers Franz Marc. Anders als Vater und Bruder schlug er keine künstlerische, sondern eine akademische Laufbahn ein. Beide Brüder besuchten das Luitpold-Gymnasium in München, zeitweise gemeinsam mit Albert Einstein. Nach dem Abitur begann Paul Marc ein Studium der Klassischen Philologie an der Ludwig-Maximilians-Universität München. Durch Karl Krumbacher kam er mit der Byzantinistik in Kontakt und wurde 1901 zum zentralen Mitarbeiter im von Krumbacher initiierten Akademievorhaben Corpus der griechischen Urkunden des Mittelalters und der neueren Zeit. Als erste Vorarbeit erschien 1903 das Buch „Plan eines Corpus der griechischen Urkunden des Mittelalters und der neueren Zeit“. Neben einer Projektvorstellung durch Krumbacher und Konstantin Jireček lieferte Marc dort auf mehr als 100 Seiten ein „Register über das byzantinische und neugriechische Urkundenmaterial“, das er binnen nur zweier Jahre erstellt hatte.

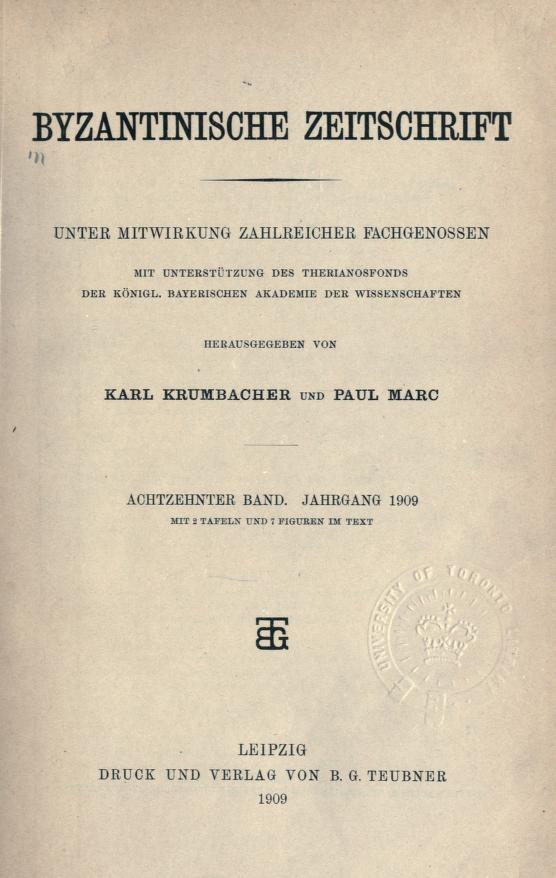
Byzantinische Zeitschrift, Band 18, 1909. Titelblatt

In den folgenden Jahren sammelte Marc weiterhin Urkundenmaterial, sichtete es und verfasste ein Konzept zur Publikation der Urkunden. 1906 reiste er, begleitet von seinem Bruder Franz, zum Berg Athos, um dort die klösterlichen Urkunden zu sichten. Dabei gelang es den Brüdern, anders als vielen Reisenden, für das Vorhaben einen guten Kontakt sowohl zu den Mönchen als auch zu den türkischen Behörden herzustellen. Erst 1909 erhielt Marc, der bis dahin seine Akademieforschungen als Privatmann betrieben und einzig seine Auslagen erstattet bekommen hatte, eine feste Stelle an der Akademie. Krumbacher machte 1909, kurz bevor er verstarb, seinen engsten Mitarbeiter zum Mitherausgeber der Byzantinischen Zeitschrift. 1910 legte Marc der Association der Akademien in Rom neben einem Bericht zum Stand der Arbeiten auch erste Probeeditionen und Beispiele von Urkundenregesten vor, die als mustergültig angesehen werden. Weitere Studienreisen führten ihn im April 1911 nach Venedig, im September und Oktober 1911 nach Patmos und 1913 nach Athen. Daneben stand er in brieflichem Kontakt mit Vertretern der internationalen Geschichtswissenschaft, darunter Spyridon Lambros, Konstantin Jireček, Karl Brandi, Joseph Bidez, Gabriel Millet, Richard Salomon und John Bagnell Bury.
Paul Marcs Karriere wurde durch den Ersten Weltkrieg beendet; er verlor in Verdun ein Bein, sein Bruder Franz, von zwei Granatsplittern getroffen, starb. Nach der Rückkehr aus dem Krieg beendete er die Zusammenarbeit mit der Münchener Akademie und kümmerte sich zunächst um den Nachlass seines Bruders. Er trat eine Stelle beim Verlag Der Neue Merkur an, wo er die Auslandspost herausgab. Als Verbindung zur Byzantinistik verblieb noch die Herausgabe der Byzantinischen Zeitschrift, die er gemeinsam mit August Heisenberg bis 1928 besorgte. Sowohl bei seiner Akademiestelle als auch als Herausgeber folgte ihm Franz Dölger nach. Dölger brachte in schneller Folge 1924, 1925 und 1932 die drei ersten Bände mit Urkundenregesten heraus. Dabei profitierte er von Marcs Vorarbeit, der nach neuerer Auffassung als Mitverfasser zumindest der ersten Bände angesehen werden muss. 1923 wechselte er als stellvertretender Leiter an das Institut für Auswärtige Politik nach Hamburg. Paul Marcs Wirken in dieser Institution, die in der Zeit des Nationalsozialismus von einer friedensorientierten und demokratischen Institution nach und nach gleichgeschaltet und 1937 nach Berlin verlegt worden war, ist bislang nicht untersucht; er versah die Position des Bibliothekars. Bei Kriegsende lebte Paul Marc mit seiner Frau Helene als Pensionär in Maising.